# Harmony Airways
Harmony Airways, zuvor HMY Airways, war eine kanadische Fluggesellschaft mit Sitz in Vancouver.

## Geschichte

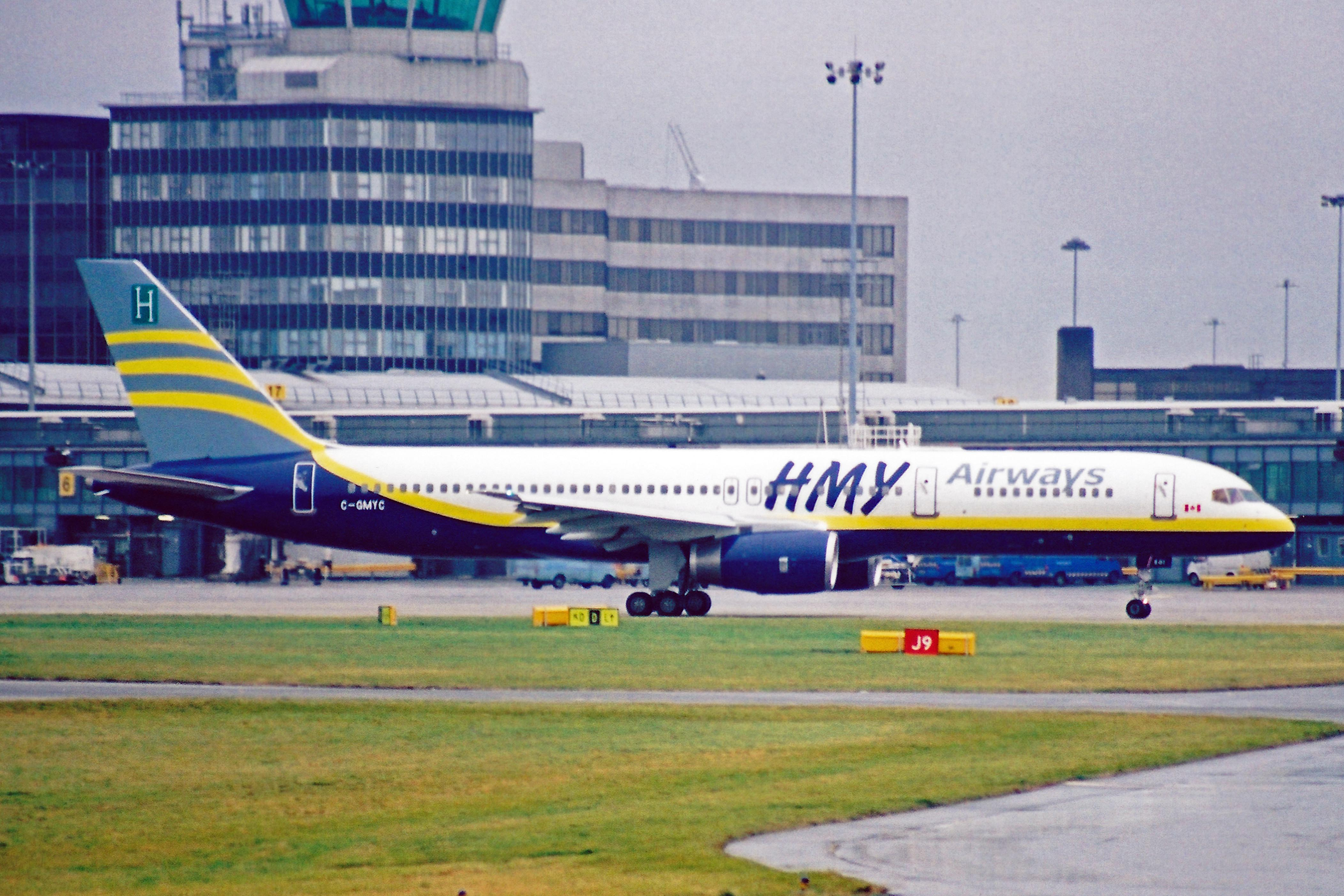
Boeing 757-200 der Harmony Airways in alter Lackierung mit der Aufschrift HMY Airways

Die Gründung erfolgte im Februar 2002 unter dem Namen HMY Airways durch den Geschäftsmann David Ho Ting-kwok. Mit einem Flug zum Flughafen Mazatlán wurde der operative Betrieb im November desselben Jahres aufgenommen. Im Mai des Jahres 2004 änderte man den Namen in Harmony Airways. Eine Flugverbindung nach Hawaii folgte im Juni.
Der Plan, Flüge in die Volksrepublik China durchzuführen, hatte sich aufgrund mehrerer verfehlter Fristen in Bezug auf die Abgabe von Anträgen und Dokumenten allerdings nicht verwirklichen lassen. Nach einigen Streckenstreichungen plante Harmony Airways im März 2007 zunächst nur eine Flottenreduzierung, wenngleich die vollständige Einstellung des Flugbetriebs und die Auflösung aller Beschäftigungsverhältnisse bereits wenige Tage später, am 27. März bekanntgegeben wurde. Die Gesellschaft begründete dies mit steigendem Kostendruck und der Konkurrenz durch andere Fluggesellschaften.

## Flugziele
Harmony Airways führte vornehmlich Flüge von kanadischen Flughäfen zu Zielen in den Vereinigten Staaten durch.

## Flotte
Zur Betriebseinstellung im März 2007 bestand die Flotte der Harmony Airways aus vier Boeing 757-200.
Zwei der Maschinen wurden nach Betriebseinstellung durch den Triebwerkshersteller Rolls-Royce gekauft. Dieser entfernte die Triebwerke um sie in eigener Sache weiterzuverwenden und die verbleibenden Flugzeugrümpfe zu verschrotten.